# Anna Sapir Abulafia
Anna Brechta Sapir Abulafia (ur. 1952 w Nowym Jorku) – amerykańska historyczka, zajmująca się głównie relacjami żydowsko-chrześcijańskimi w średniowieczu.
Ukończyła historię na Uniwersytecie w Amsterdamie. Tam też rozpoczęła studia doktoranckie. W 1979 wyszła za mąż i przeniosła się na Uniwersytet w Cambridge. Stopień doktora osiągnęła w 1984.
Mężatka, ma dwoje dzieci.

## Książki
- Christians and Jews in the twelfth-century Renaissance, (London, Routledge 1995)
- Christians and Jews in dispute. Disputational literature and the rise of anti-Judaism (c1000 – c. 1150), (Aldershot, Ashgate/Variorum, 1998)